# Sân bay quốc tế Sultan Iskandar Muda
Sân bay quốc tế Sultan Iskandar Muda (IATA: BTJ, ICAO: WITT) ở Banda Aceh, Indonesia. Nó được đặt tên theo vua Hồi giáo Aceh thứ 12  Iskandar Muda.

## Các hãng hàng không và các điểm đến
- Adam Air (Medan)
- AirAsia (Kuala Lumpur)
- Garuda Indonesia (Jakarta, Medan)
- Kartika Airlines (Medan)
- Lion Air (Jakarta, Medan)
- Sriwijaya Air (Medan)
- Mandala Airlines (Medan, Jakarta)